# Jukjeon (métro de Séoul)
Jukjeon (hangeul : 죽전 ; hanja : 竹田) est une station de passage de la ligne Suin–Bundang du métro de Séoul. Elle est située au 2560 Yonggu-daero, quartier Bojeong-dong, dans l'arrondissement Suji-gu de la ville Yongin-si, sur le territoire de la province Gyeonggi-do, au sud-est de Séoul, en Corée du Sud.
Ouverte en 2007, la station est desservie par les rames omnibus qui circulent sur la ligne Suin–Bundang.

## Situation sur le réseau

Plan du réseau (2023)

Établie en aérien, la station Jukjeon est une station de passage de la ligne Suin–Bundang du métro de Séoul. : elle est située entre la station Ori, en direction du terminus nord Cheongnyangni, et la station Bojeong en direction du terminus ouest Incheon.

## Histoire
La station Jukjeon le 24 décembre 2007, lors de l'ouverture du court tronçon d'Ori à Jujeon qui devient un nouveau terminus de la ligne Bundang. Elle devient une station de passage de la ligne Bundang le 28 octobre 2011 lors du prolongement de la ligne de Jukjeon à Giheung, via la nouvelle station Bojeong.
Elle devient une station de la ligne Suin–Bundang, le 12 septembre 2020, lors de la création de cette nouvelle ligne par la fusion de la ligne Bundang et de la ligne Suin, reliées par un nouveau tronçon complété par l'utilisation en commun d'un tronçon de la ligne 4 du métro de Séoul.